# Hilda Bernard
Pour les articles homonymes, voir Bernard (patronyme).
Hilda Bernard, nom de scène d'Hilda Sarah Bernhardt, née le 29 octobre 1920 à Puerto Deseado dans la province de Santa Cruz et morte le 20 avril 2022 à Buenos Aires, est une actrice de cinéma, de télévision et de théâtre argentine.

## Biographie
Fille d'un père britannique et d'une mère autrichienne, elle a une sœur, Raquel, et un frère, Jorge. Après avoir quitté l'école, elle commence à étudier au Conservatoire National d'Art Dramatique. En 1942, elle reçoit son premier emploi dans une pièce mise en scène par Orestes Caviglia et Enrique de Rosas, au Théâtre national Cervantes.
La même année, elle rejoint Radio El Mundo, puis Radio Splendid, pour retourner finalement à Radio El Mundo. En 1952, elle fait sa première apparition dans un film réalisé par Don Napy intitulé Personnes Mala. Depuis 1960, elle a joué dans de nombreux feuilletons et émissions de télévision, entre autres El amor de mujer est cher, Un mundo de veinte asientos, Laura mía et El camionero y la dama. Certains des feuilletons dans lesquels elle a joué ont été diffusés en Italie : Rosa de lejos, Pauvre Clara, Marie, Je vous demande pardon, La femme mystère, La femme mystère 2, Céleste, Céleste 2, Manuela, Antonella.
En 1995, elle joue dans Chiquititas, ce qui lui permet de participer à Rebelde Way et à Flor - Speciale come te (Floricienta). En 2002, elle tourne dans un épisode de Los simuladores.
Tout au long de sa carrière, elle a reçu des prix et des récompenses. En 1992, elle a remporté le prix Martín Fierro pour son rôle dans la série télévisée Antonella. En 2009 et en 2011, elle a reçu deux nominations, toujours pour le même prix.
En 2013, elle fait partie de la distribution de la pièce de théâtre Póstumos, mise en scène par José Maria Muscari.
Elle a une fille prénommée Patricia, née en 1951.

## Filmographie
- Corps perdus de Eduardo de Gregorio (1990)
- Le Voyage de Lucia de Stefano Pasetto (2009)

## Théâtre
- 2007 - 2008 : Fetiche de José María Muscari avec Edda Bustamante et Carla Crespo, sous la direction de l'auteur - Teatro Sarmiento et Teatro La Comedia[2]